# Bertran de Mont-rodon
Bertran de Mont-rodon (? - 4 d'octubre de 1384) fou bisbe de Girona. Era nebot del bisbe Arnau de Mont-rodon. Quan l'escolliren bisbe era Ardiaca de Besalú i canonge de la Catedral de Girona.